# La Salitrera, Tecozautla
La Salitrera är en ort i Mexiko.   Den ligger i kommunen Tecozautla och delstaten Hidalgo, i den sydöstra delen av landet, 140 km norr om huvudstaden Mexico City. La Salitrera ligger 1 670 meter över havet och antalet invånare är 237.
Terrängen runt La Salitrera är huvudsakligen kuperad, men den allra närmaste omgivningen är platt. La Salitrera ligger nere i en dal. Runt La Salitrera är det ganska tätbefolkat, med 60 invånare per kvadratkilometer. Närmaste större samhälle är Tecozautla, 5,6 km sydost om La Salitrera. Trakten runt La Salitrera består i huvudsak av gräsmarker.